# Aliköy, Isparta
Aliköy là một xã thuộc thành phố Isparta, tỉnh Isparta, Thổ Nhĩ Kỳ. Dân số thời điểm năm 2011 là 1.253 người.